# Montbéliard
Montbéliard é uma comuna francesa localizada no departamento de Doubs, na região de Borgonha-Franco-Condado no leste da França. A cidade é sede do time Football Club Sochaux-Montbeliard.